# Amon Simutowe
Amon Simutowe (né le 6 janvier 1982, à Ndola) est un joueur d'échecs zambien, premier grand maître international (GMI) d'Afrique sub-saharienne. Il est diplômé de l'université du Texas à Dallas et d'Oxford, en sciences économiques.

## Débuts aux échecs
Amon Simutowe se passionne d'abord pour le football. Il joue à un bon niveau et se destine à jouer pour l'équipe nationale de Zambie. À l'âge de dix ans, son frère lui fait découvrir les échecs. Très rapidement, il ne peut plus se passer du jeu. Il participe aux tournois et en gagne un pour la première fois à l'âge de douze ans. 